# B-50 (航空機)
B-50 スーパーフォートレス
飛行するB-50A-30-BO 47-101号機(製造番号15785)
(第15空軍内第43爆撃飛行団所属、1953年撮影)
- 用途：戦略爆撃機
- 分類：爆撃機
- 製造者：ボーイング社
- 運用者： アメリカ合衆国（アメリカ空軍）
- 初飛行：1947年6月25日
- 生産数：370機
- 生産開始：1947年（1953年まで）
- 退役：1965年3月
- 運用状況：退役
- ユニットコスト：1,144,296米ドル[注 1]

B-50 スーパーフォートレス（Boeing B-50 Superfortress ）はアメリカ合衆国のボーイングが開発した戦略爆撃機。B-29スーパーフォートレスの改良型で、愛称はB-29と同じく「スーパーフォートレス (Superfortress)」。

## 概要
B-29の改良型として開発された。設計の母体となったものはB-29Dであり、B-29で問題が多かったエンジンが換装されたほか、垂直尾翼も拡大されている。エンジンがプラット・アンド・ホイットニー R-4360となり大型化されたために、B-29とはエンジンナセルの形状が大分異なっている。
アメリカ空軍戦略航空軍団に1948年から部隊配備が行われたが、核戦争に備えて温存されていたことや同時期にはジェット機が実用化されレシプロ機そのものが旧式化したこともあって、実戦で爆撃を行ったことは一度もない。爆撃任務には1955年までしか就いていなかったが、偵察機型や空中給油機型は長く使われ、空中給油機型KB-50はベトナム戦争にも使用されている。また、X-1の投下母機にも使用されている。全機が退役したのは1965年のことである。
1949年には、「ラッキー・レディ・2（Lucky Lady II）」がKB-29空中給油機の支援により空中給油を繰り返し、世界初の無着陸地球一周飛行に成功している。
日本における事故として、1960年（昭和35年）9月8日、横田基地所属の気象観測機WB-50が、福島県石川町の山林に墜落した事例がある。また、1962年（昭和37年）12月20日には、沖縄県嘉手納基地付近でKB-50が墜落。乗員7人、住民5人が死亡している。

## 各型および派生型

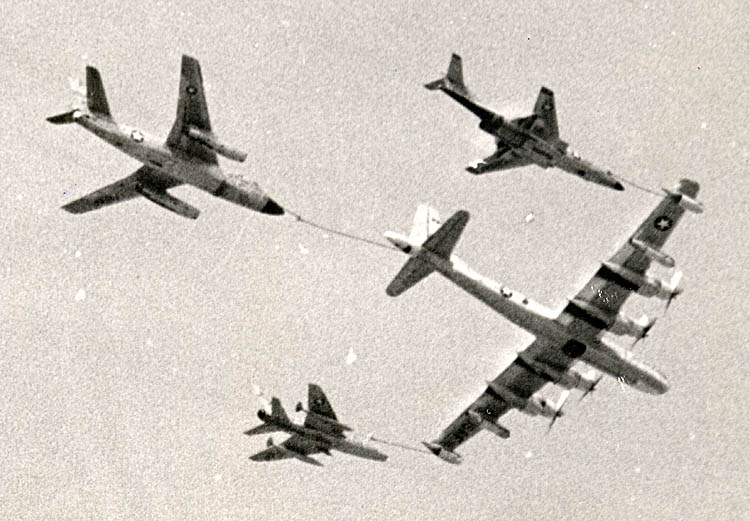
F-101A（右上）とB-66（左上）、F-100D（中央下）に給油するKB-50J

XB-44
B-29AのエンジンをR-4360に換装したもの。1機改装。
B-50A
初期生産型。B-29D型よりエンジンを換装、主翼・尾翼を改良したもの。60機生産。
B-50B
A型の改良型。燃料タンクなどを改良。45機生産。
B-50D
機首周辺および空中給油装置を改良。222機生産。
DB-50D
無人標的機の誘導機。1機改装。
EB-50B
電子戦機。B型より1機改装。
給油機型
KB-50
空中給油機。134機改装。
KB-50J
空中給油機。GE-J47ターボジェットエンジン2基増備。112機改装。
KB-50K
空中給油機。TB-50Hから24機改装。
偵察機型
RB-50B
偵察機型。44機改装。
RB-50E
偵察機型。14機改装。
RB-50F
RB-50Bの改装型。SHORAN近距離電波航法装置に基づく、地図補正任務に使用。14機改装。
RB-50G
RB-50Bの改装型。SHORAN近距離電波航法装置に基づく、地図補正任務に使用。15機改装。
WB-50D
気象偵察機型。B-50Dより36機改造。
練習機型
練習機型
TB-50A
B-50Aの練習機型。11機改装。
TB-50D
B-50Dの練習機型。11機改装。
TB-50H
航法練習機型。24機製造。
発展型
YB-50C
エンジンをR-4360-51 VDT(Variable Disharge Turbine. 可変流量タービン）4基（4,300馬力(3,210 kW)x4）に変更し、胴体を10フィート強、翼長を20フィート延長し、1、4番エンジンナセルに補助脚を増設、外翼に懸垂した増加燃料タンクの容量を増大させたB-50の発展型。
1947年に開発が始まり、1948年5月にはB-54と改称されて爆撃機型と偵察機型が発注されたが、1949年4月には「ジェット爆撃機が実用化された以上必要性がない」として発注はキャンセルされ、計画が中止された。実際に製造されたものは未完成のモックアップのみである。

B-54A
YB-50Cの量産型。計画のみ。
RB-54A
YB-50Cの偵察機型。計画のみ。

## 要目 (B-50D)
- 全長：30.2m
- 全幅：43.1m
- 全高：10.0m
- 自重：36.5t
- エンジン：P&W R-4360 ワスプ・メジャー 4重星型エンジン 28気筒 71447.3cc 3,500馬力 4基
- 最大速度：636km/h
- 航続距離：9,270km
- 固定武装：
  - M24 20mm機関砲x1 (弾数120発) ※尾部銃座
  - AN/M2 12.7mm機関銃×12 (弾数計6,000発) ※4連装銃塔1基（機体上面前部）連装銃塔3基（機体上面1基／機体下面2基）尾部連装銃座
- 爆弾：9.1t（9,100 kg）（機内爆弾倉）/ 3.6t（3600 kg）（外部兵装架）
- 乗員：8名

## 現存する機体
| 型名                                     | 番号          | 機体写真 | 所在地                               | 所有者                               | 公開状況 | 状態     | 備考 |
| ---------------------------------------- | ------------- | -------- | ------------------------------------ | ------------------------------------ | -------- | -------- | --- |
| B-50A-5-BO WB-50D-5-BO                   | 46-0010 15730 |          | アメリカ カリフォルニア州 アリゾナ州 | プレインズ・オブ・フェイム航空博物館 | 公開     | 保管中   | 「Lucky Lady II」。胴体が現存する。本館と別館に分離されて保管されている。KC-97の翼などを使用して修復する計画が進められている。                                                |
| B-50D-115-BO WB-50D-115-BO JB-50D-115-BO | 49-0310 16086 |          | アメリカ オハイオ州                  | 国立アメリカ空軍博物館               | 公開     | 静態展示 | [ 7 ] |
| B-50D-120-BO WB-50D-120-BO               | 49-0351 16127 |          | アメリカ カリフォルニア州            | キャッスル航空博物館                 | 公開     | 静態展示 | 「Flight of the Phoenix」。 |
| B-50D-125-BO KB-50D-125-BO KB-50J-125-BO | 49-0372 16142 |          | アメリカ アリゾナ州                  | ピマ航空宇宙博物館                   | 公開     | 静態展示 | [ 11 ] |
| B-50D-125-BO KB-50J-125-BO               | 49-0389 16165 |          | アメリカ デラウェア州                | 航空機動軍団博物館                   | 公開     | 修復中   | 以前はマクディル空軍基地で展示されていたが屋外展示で傷んだ為、左記施設に移され分解した上で部品ごとに修復されている。KB-50J-105-BO/48-0114/15995のマーキングで展示されていた。 |